# Сормовский район
Со́рмовский район (сокращённо — Со́рмово) — один из восьми внутригородских районов в составе Нижнего Новгорода. Промышленный район, занимающий северо-западный сектор Заречной части города. Население района — 158 201 чел. (2023)

## История

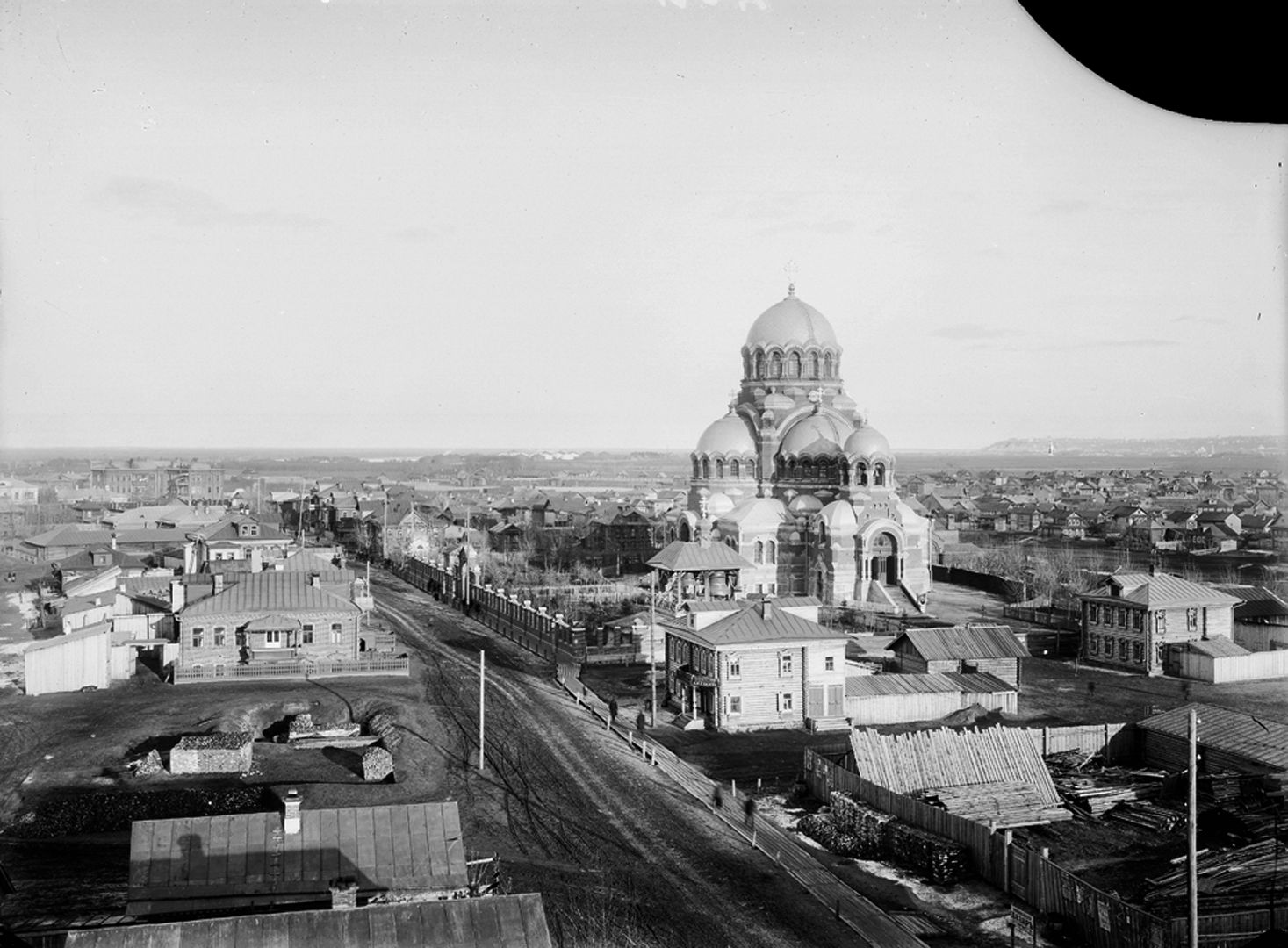
Соборная улица в первые годы XX века (фото М. П. Дмитриева)

Сормово известно с XVI века. Первое летописное упоминание о Сормове зафиксировано в 1542 году. Примерно в то же время были основаны деревни Починки и Копосово. Поначалу селение имело название Марьино. По преданию, это название связывается с именем одной из сестёр-разбойниц — Марьи и Дарьи, которые орудовали при дороге близ Волги. Впервые упоминается в документах в 1542 году в связи с тем, что владелец этой деревни Терентий Шуменёв по прозвищу Сорома (отсюда второе название — Соромово) судился со своим соседом Капасом Хабальщиковым, владельцем деревни Копосово, из-за пограничной речки Халезевы (современное название — река Хальзовка).
В 1794 году в Сормове насчитывалось 94 двора, в которых проживало 686 человек. Есть также данные о том, что деревня носила название Сорманова, в ней насчитывалось 199 дворов (картография Балахнинского уезда от 1850 года). Административно деревня входила в состав Балахнинского уезда Нижегородской губернии.
С основанием в 1849 году Сормовского завода (ныне завод «Красное Сормово») жизнь самого Сормова кардинально изменилась. Тогда же (в 1850 году) основатель завода Д. Е. Бенардаки приказал переименовать Соромово в более благозвучное Сормово.
Завод быстро начал осваивать и выпускать продукцию: уже в 1850 году первый пароход с символическим названием «Ласточка» был спущен на воду. В 1900 году впервые в России выпущены станки ударного канатного бурения, сконструированные заводом. В 1904 году был построен первый в России морской дизельный танкер «Вандал». В 1920 году на заводе был выпущен первый русский танк.
На заработки сюда тянулись люди со всей России. Условия, в которых жили рабочие, были тяжёлыми, о чём свидетельствуют стачки и демонстрации (включая 5-тысячную первомайскую демонстрацию 1902 года, описанную Максимом Горьким в романе «Мать»). Основу городской застройки составляли одно- и двухэтажные дома, каменные или на каменном фундаменте, но в большинстве деревянные.
К 1905 году был возведён величественный Спасо-Преображенский собор в неовизантийском стиле, были построены заводоуправление и самая большая в России церковно-приходская школа для рабочих (через год этот дом стал центром вооружённого восстания сормовских рабочих, а здание так и стали называть — «Школа баррикад»). В 1905 году был построен клуб сормовских служащих.
До 15 ноября 1917 года Сормово входило в состав Козинской волости Балахнинского уезда, после чего была создана Сормовская волость. Постановлением ГИК 12.03.1922 года создаётся Сормовский уезд с центром в селе Сормово. В июле 1922 года село стало городом Сормово. В 1924 году создаётся Сормовский рабочий район, в 1925 году в его состав входит село Копосово. В 1928 году Сормово вошло в состав Нижнего Новгорода.

## Микрорайоны и посёлки, входящие в состав Сормовского района

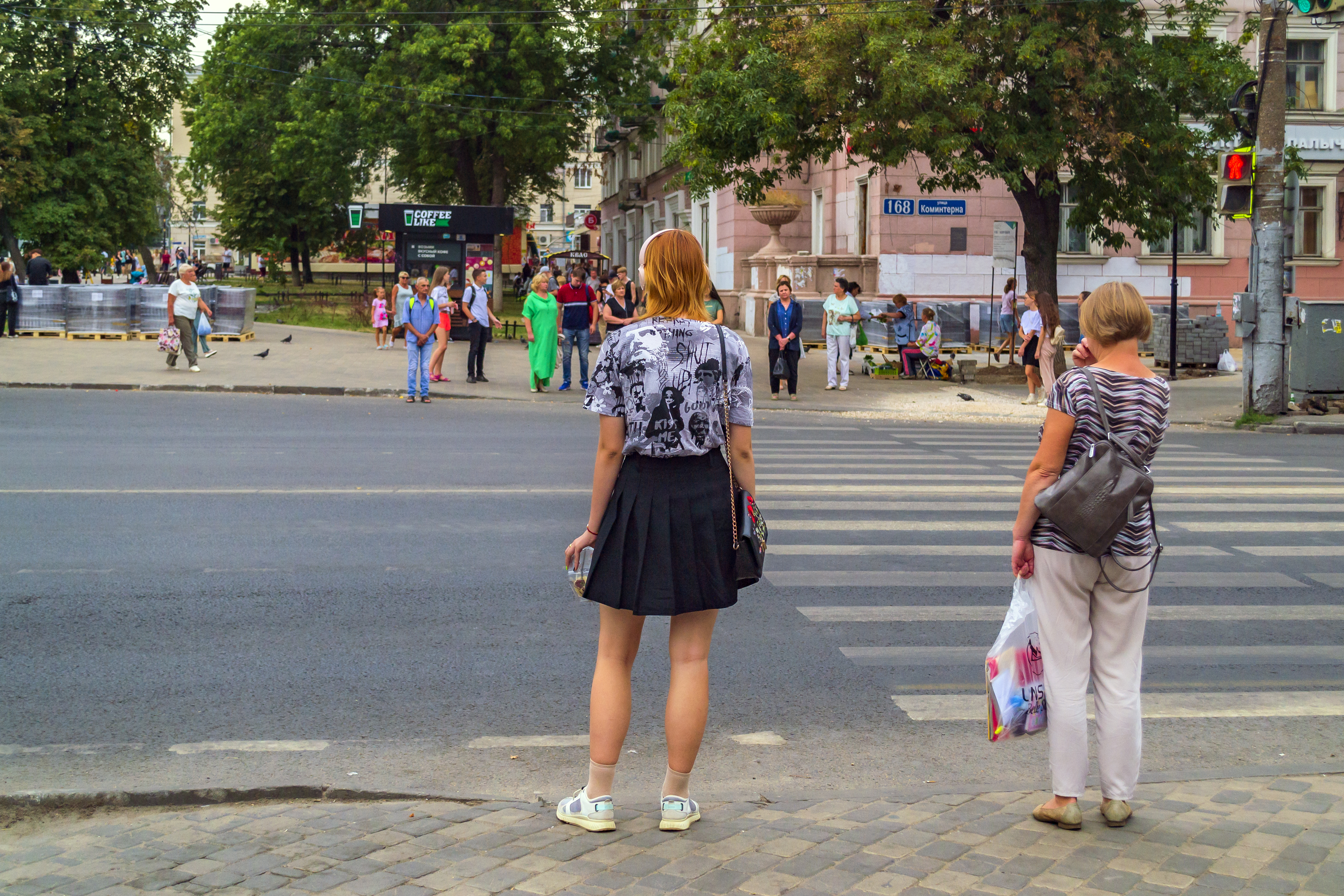
Нижний Новгород. Центр Сормова. Улица Коминтерна

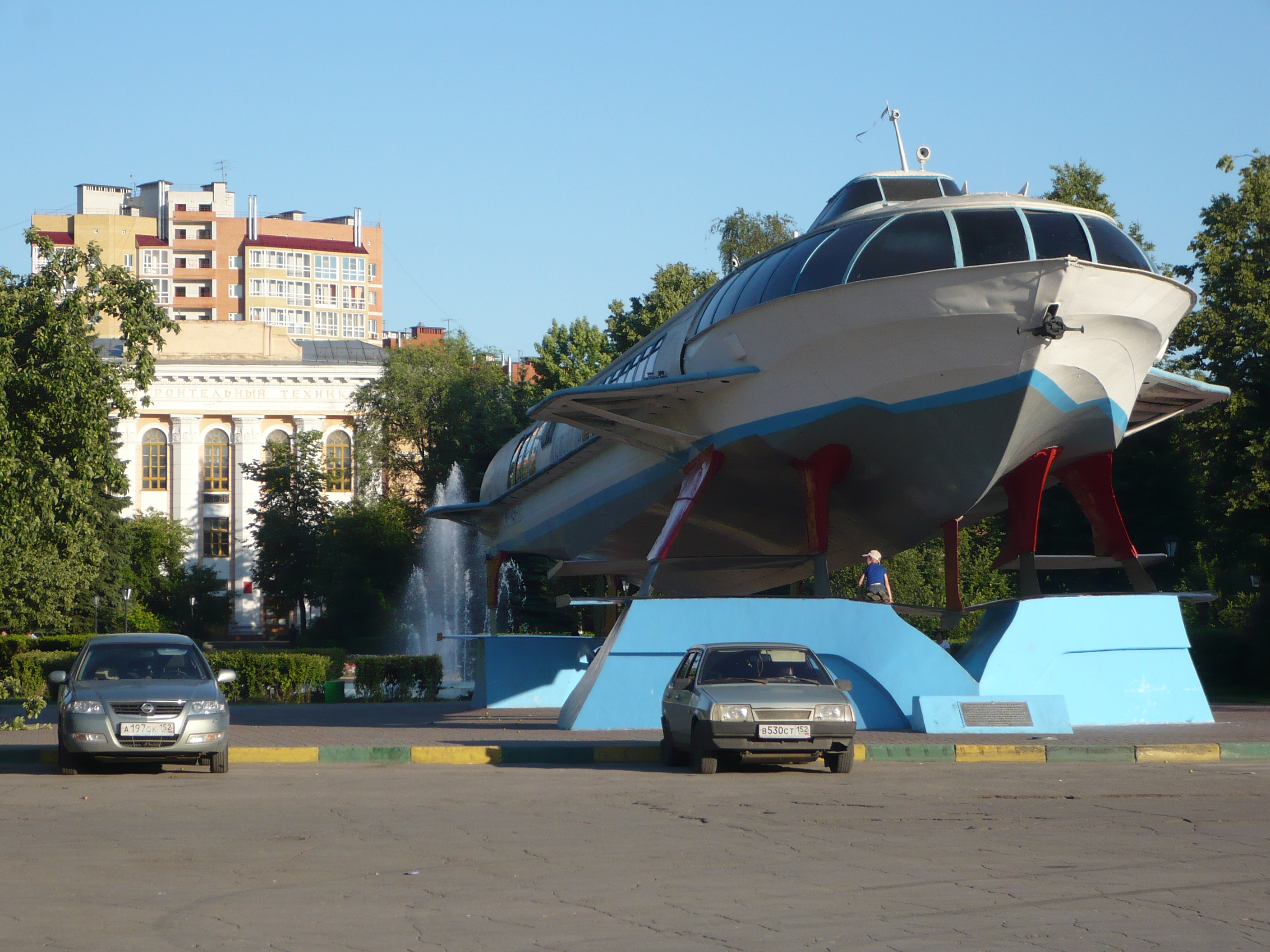
Нижний Новгород. Площадь Буревестника. Мемориал «Судно на подводных крыльях „Метеор-1“»

- историческая территория Старое Сормово
- 5-й микрорайон Сормова,
- 6-й микрорайон Сормова,
- 7-й микрорайон Сормова,
- 10-й микрорайон Сормова
- микрорайон Вождей Революции
- микрорайон Да́рьино (квартал Энгельса),
- микрорайон Новый посёлок (Военный городок),
- микрорайон Светлоярский,
- Центр Со́рмова,
- пос. Волода́рский,
- пос. Высо́ково,
- пос. Дубравный,
- пос. Комсомольский,
- пос. Кооперативный
- пос. Народный,
- пос. Почи́нки,
- пос. Ко́посово,
- пос. Центральный (Торфопосёлок).

## Население
| 2002     | 2009     | 2010     | 2012     | 2013     | 2014     | 2015     |
| -------- | -------- | -------- | -------- | -------- | -------- | -------- |
| 177 940  | ↘172 413 | ↘168 761 | ↘168 703 | ↘167 492 | ↘167 443 | ↗167 486 |
| 2016     | 2017     | 2018     | 2019     | 2020     | 2021     | 2023     |
| ↘166 996 | ↘166 414 | ↘165 856 | ↘164 869 | ↗164 944 | ↘159 609 | ↘158 201 |

## Экономика

### Производственные и научно-производственные предприятия

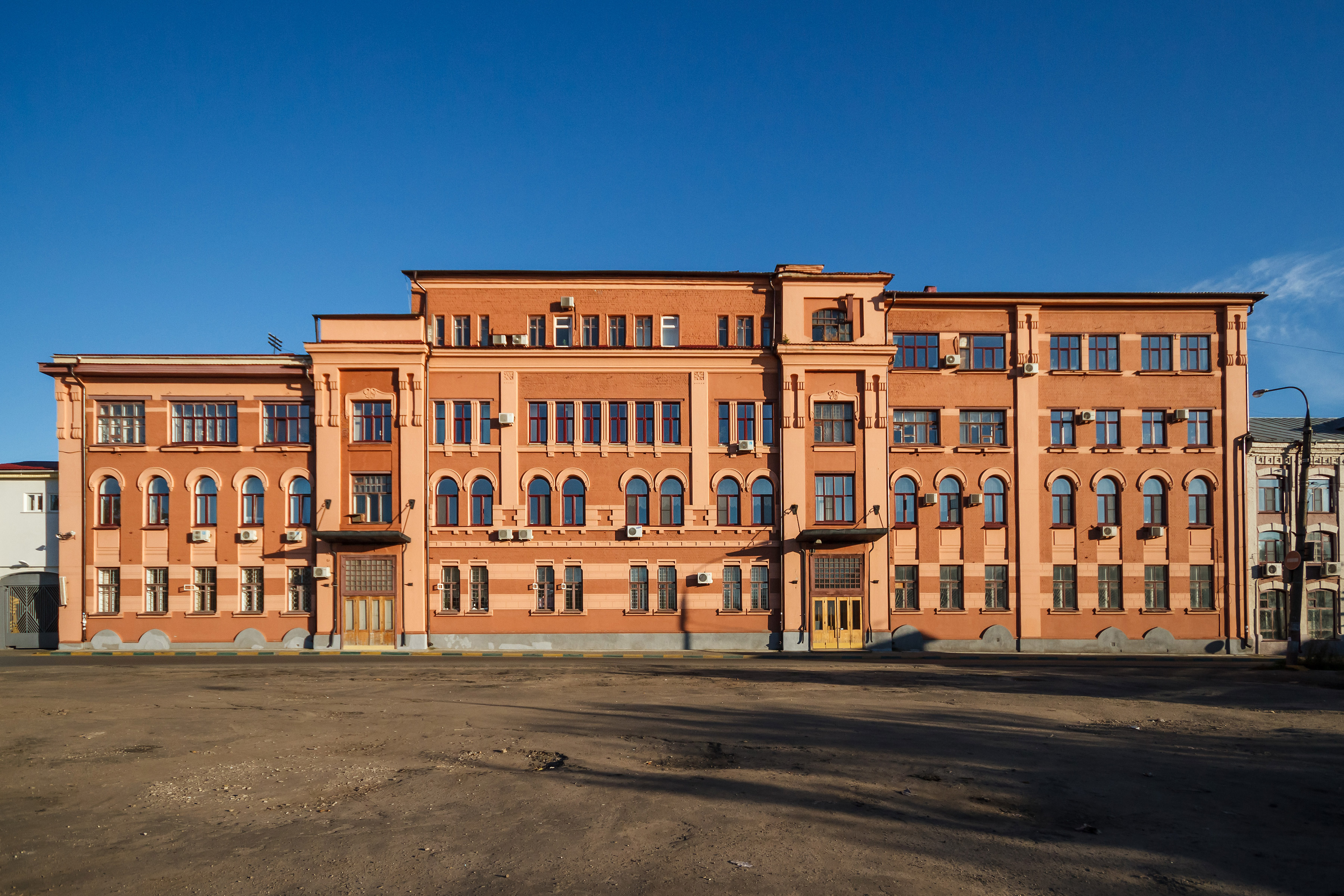
Главная проходная завода «Красное Сормово»

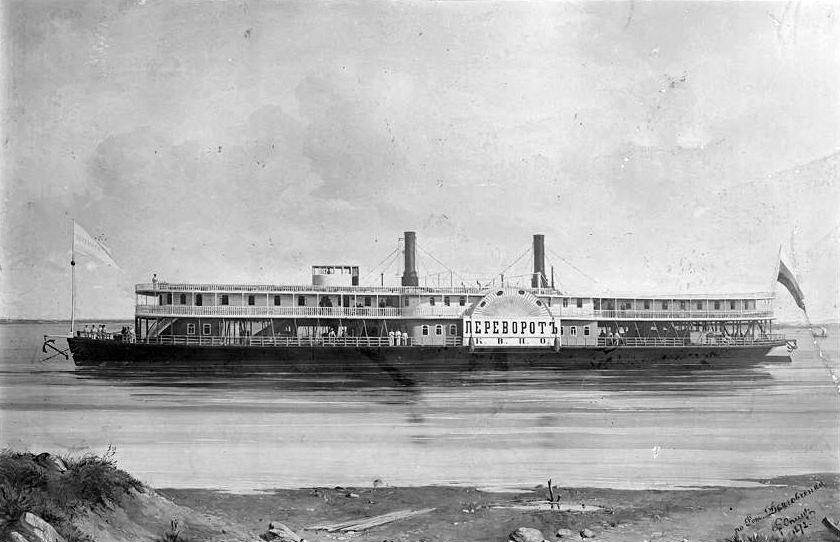
Пароход «Переворот», выпущенный на Сормовском заводе в 70-е годы XIX века

- «Красное Сормово» — один из крупнейших и старейших в России судостроительных заводов. Занимается выпуском сухогрузов, до недавнего времени также занимался выпуском подводных лодок. Основные производства: корпусное, монтажное, механическое, металлургическое. Вспомогательные производства: ремонтно-механическое, ремонтно-строительное, электроремонтное, газовое хозяйство, транспортное производство — ул. Баррикад, 1.
- ЦКБ «Лазурит». КБ было образовано в 1953 году для проектирования и создания боевых и специальных подводных лодок, а также подводных сооружений и средств — ул. Свободы, 57.
- Центральное конструкторское бюро по судам на подводных крыльях имени Ростислава Алексеева — ул. Свободы, 51.
- Судостроительный завод «Волга». Ведёт строительство высокоскоростных судов различного назначения, производит широкий спектр скоростных судов: пассажирские суда, грузовые суда, спасательные суда, патрульные катера, катера для отдыха — ул. Свободы, 51.
- ООО «Формотроник» — проектирование, поставка и обслуживание периферийного оборудование для производства изделий из пластмасс. ул. Щербакова, 37а
- Сормовская ТЭЦ Нижегородского филиала Территориальная генерирующая компания № 6 — ул. Коминтерна, 45.
- ЗАО «АвиаТехМас». Производство масел и гидравлических жидкостей для авиационно-космической техники, моторных и энергетических масел, смазочно-охлаждающих жидкостей — ул. Коминтерна, 47 а.
- Rida Security Holding. Производство высокоэффективных средств мобильной и специальной защиты, бронированных автомобилей VIP-класса, бронированных стёкол, бронированных окон и бронированных конструкций — ул. Коновалова, 21.
- Сормовская кондитерская фабрика. Предприятие ведёт свою историю с 1937 года. В 1970 году предприятие стало головным в Горьковском производственном объединении кондитерской промышленности. После реорганизации объединения с 1991 года предприятие носило название Кондитер, а с 1996 года — Сормовская кондитерская фабрика. С 2003 года — в состав компании «Объединённые кондитеры» — ул. Базарная, 10.
- Силикатный завод № 1. Основным видом деятельности предприятия является выпуск лицевого и рядового силикатного кирпича — ул. Зайцева, 35.
- Железобетонстрой № 5 — ул. Федосеенко, 44 а.
- Электромаш — ул. Федосеенко, 64.
- Хлеб — ул. Новосоветская, 2 а.
- Катер-пласт (разработка и производство судов на воздушной подушке) — ул. Торфяная, 40.
- Сордис (Сормовский винзавод) — ул. Федосеенко, 47.
- Логопром. Крупнейший в Поволжье частный интермодальный логистический комплекс Логопром Сормово с подразделениями складской, контейнерной, железнодорожной и автомобильной логистики — ул. Коновалова, 6. Кроме того, у холдинга есть логистические комплексы в Москве (Логопром — Медведково), а также в Московской области (Логопром — Давыдово). Планируется построить новый логистический комплекс в Нижегородской области Логопром — Кстово.
- Российская стекольная компания — ул. Коминтерна, 5.
- Сормовское рыбоводное хозяйство — ул. Коминтерна, 43 а.
- ВЗОР - аналитическое приборостроение для теплоэнергетики и экологии. Территория завода "Красное Сормово".

### Транспорт
- Городская электричка. Входит в структуру ГЖД. Является вспомогательной линией для метро. Имеет пересадочную станцию с Московского вокзала на станцию метро «Московскую». Там же соединяется со второй линией электрички в направлении станции «Проспект Гагарина» .
- Пригородные поезда. Регулярное сообщение с городами Балахной и Заволжьем. Имеются две железнодорожные ветки, объединяющиеся в одну перед станцией Починки. Электропоезда отправляются с Московского вокзала и станции Варя. На территории Сормовского района находятся станции Кооперативная (на ветке Нижний Новгород-Московский — Костариха — Заволжье); Варя, Сормово (на ветке Варя — Заволжье), Починки, Копосово, Народная, Высоково, Дубравная. Железнодорожный транспорт является не только пригородным, но и городским.
- Автобусный транспорт. На территории Сормовского района находится Нижегородское пассажирское автотранспортное предприятие № 1 (ул. КИМа, 335). Автобусы (ЛиАЗ и МАЗ) и частные маршрутные такси (ПАЗ) являются основными видами транспорта в районе. Городской автобусный транспорт связывает Сормовский район со всеми районами Нижнего Новгорода, а также с рабочим посёлком Большое Козино Балахнинского района Нижегородской области (автобусный маршрут № 318). Кроме того, через Сормовский район проходят пригородные и междугородные автобусные маршруты от автостанции «Канавинская» в направлении Балахны, Заволжья, Городца, Чкаловска, Сокольского, Ковернина, Палеха, Пучежа, Юрьевца, Кинешмы, Иванова, Костромы.

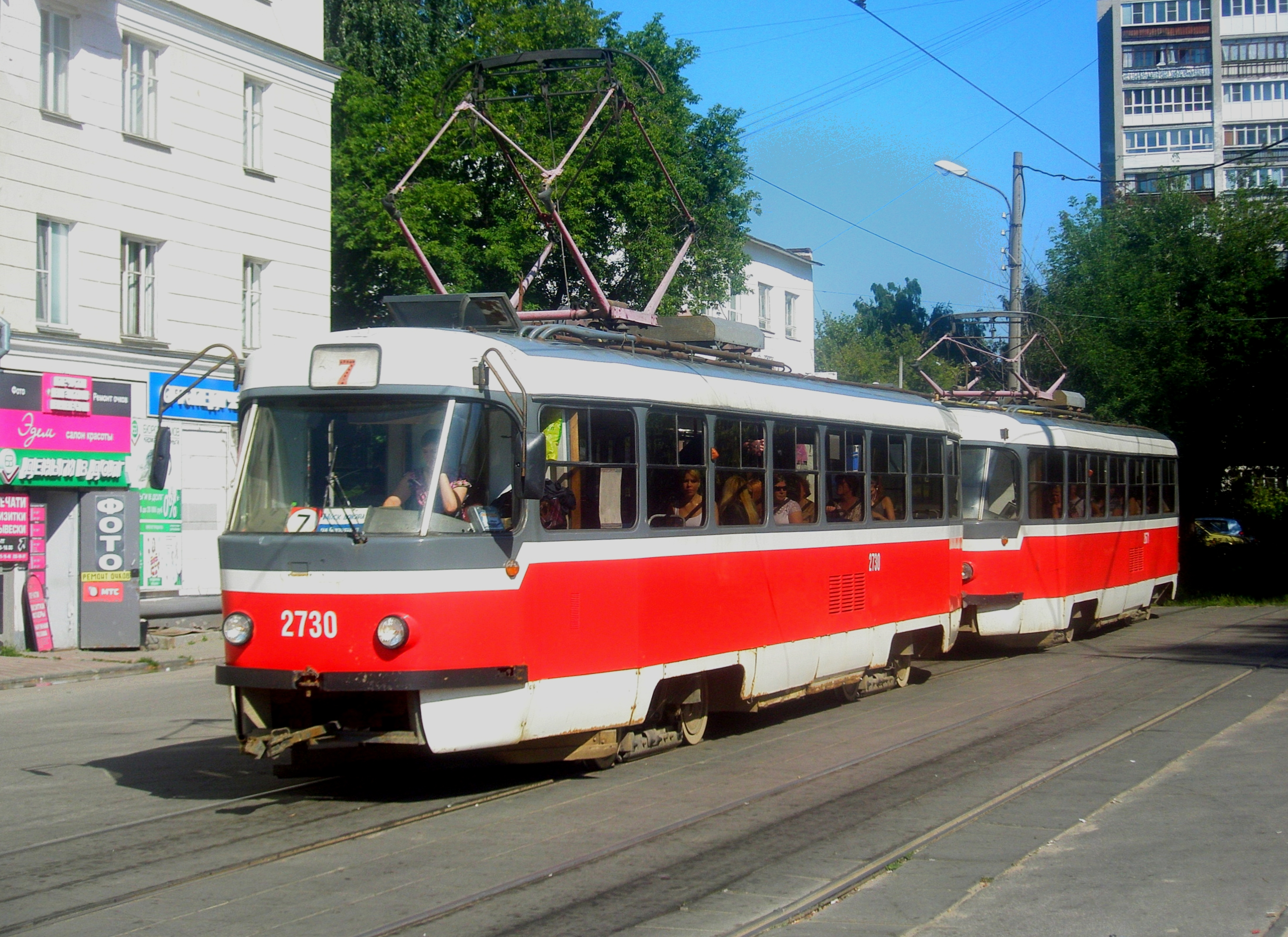
Трамвай на остановке «Центр Сормова»

- Трамвай. 2 трамвайных маршрута № 6 и № 7 соединяют Сормовский и Московский районы с Московским вокзалом. От остановки «Станция Варя» трамваи этих маршрутов движутся по кольцу навстречу друг другу.
- Метрополитен. Сормовско-Мещерская линия Нижегородского метрополитена недостроена. Конечная станция «Буревестник» находится в Московском районе Нижнего Новгорода. Планируется продление линии метро до станций «Варя» (на месте одноименной ж/д станции) и «Сормовская» (в границах Центра Сормова) после строительства станций «Площадь Свободы» и «Сенная» в Нагорной части города. Строительство станций в Сормове неоднократно обсуждалось и планировалось, однако никаких конкретных решений по проектированию не было принято, а сроки открытия неоднократно откладывались. Согласно перспективной схеме развития нижегородского метрополитена, после открытия станции «Сормовская» последует продление линии на 5-6 километров по одному из двух вариантов: либо через площадь Славы и пересадку на пригородные поезда железной дороги в Починках до проспекта Кораблестроителей и улицы Гаугеля, либо через микрорайоны Светлоярский и 7-й микрорайон Сормова (со станцией в районе пересечения проспекта Кораблестроителей и улицы Стрелковой) до улицы Ясной.

### Торговля

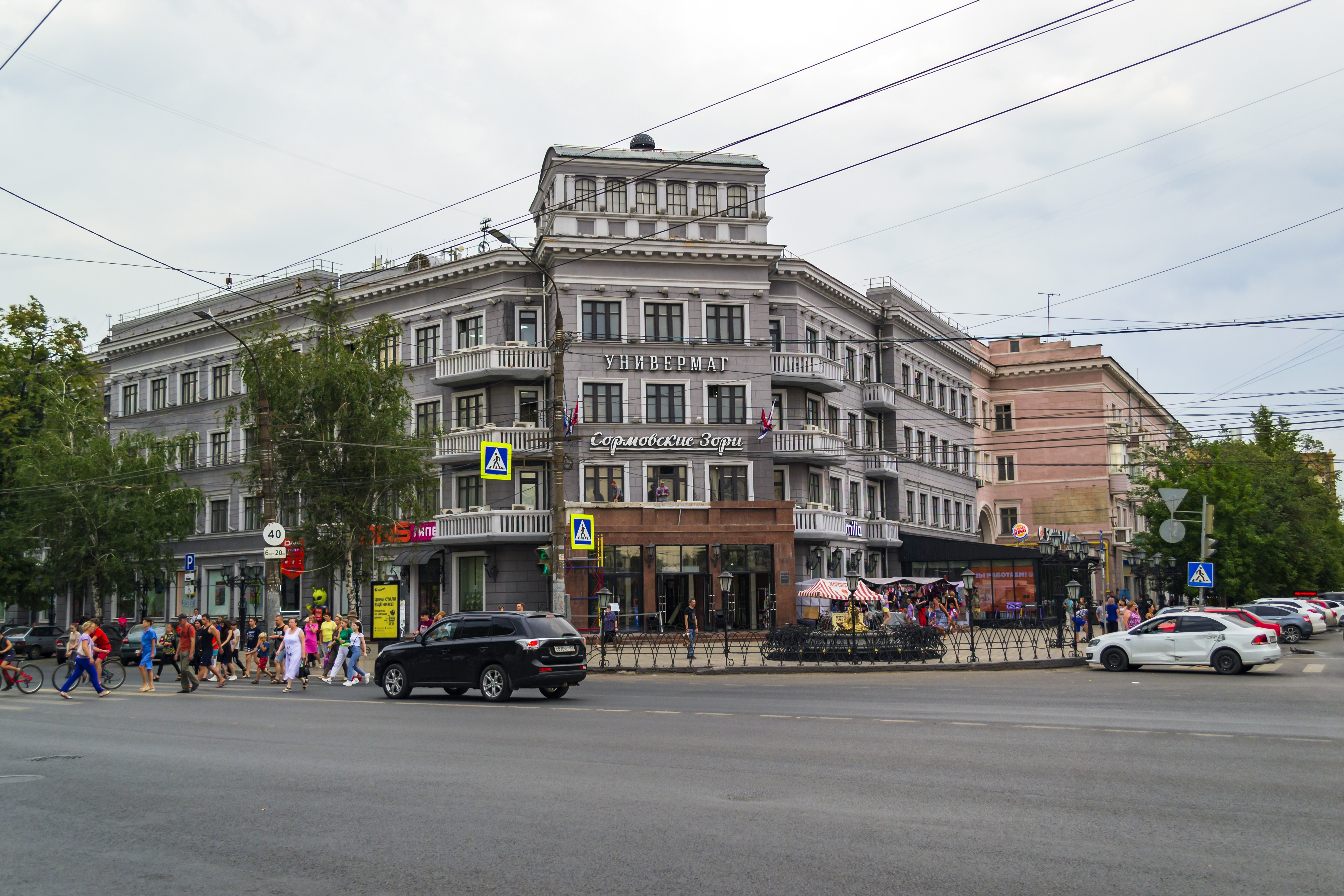
Нижний Новгород. Центр Сормова. Универмаг «Сормовские зори»

На 01.07.2009 в Сормовском районе Нижнего Новгорода зарегистрировано:
- стационарных предприятий розничной сети — 218,
- предприятий общественного питания — 144,
- мини-магазинов — 122,
- киосков — 86,
- предприятий бытового обслуживания — 211,
- рынков — 2.

## Образование
Дошкольное и среднее образование.
На территории Сормовского района работают:
- 39 дошкольных образовательных учреждений,
- 23 общеобразовательных учреждения,
- ГОУ «Лицей-интернат «Центр одарённых детей»» — ул. Коминтерна, 101,
- межшкольный учебный комбинат — ул. Коминтерна, 175,
- 6 учреждений дополнительного образования.

Средние специальные учебные заведения, расположенные в Сормовском районе Нижнего Новгорода:
- Нижегородский политехнический колледж — ул. Энгельса, 3,
- Сормовский механический техникум — ул. Свирская, 20,
- Нижегородский медицинский колледж № 3 — ул. Павла Мочалова, 9.
- Нижегородский техникум городского хозяйства и предпринимательства — ул. Мокроусова, 21.

Высшие учебные заведения и филиалы вузов, расположенные в Сормовском районе Нижнего Новгорода:
- Нижегородский филиал Московского института бизнеса и политики — ул. Коминтерна, 101,
- Международный славянский институт, Нижегородский филиал — ул. Свободы, 63.
- Сормовский филиал Факультета управления и предпринимательства Нижегородского государственного университета им. Н. И. Лобачевского — ул. Павла Мочалова, 9.

## Культура и досуг

### Парки, скверы, лесопарковые зоны и зоны отдыха

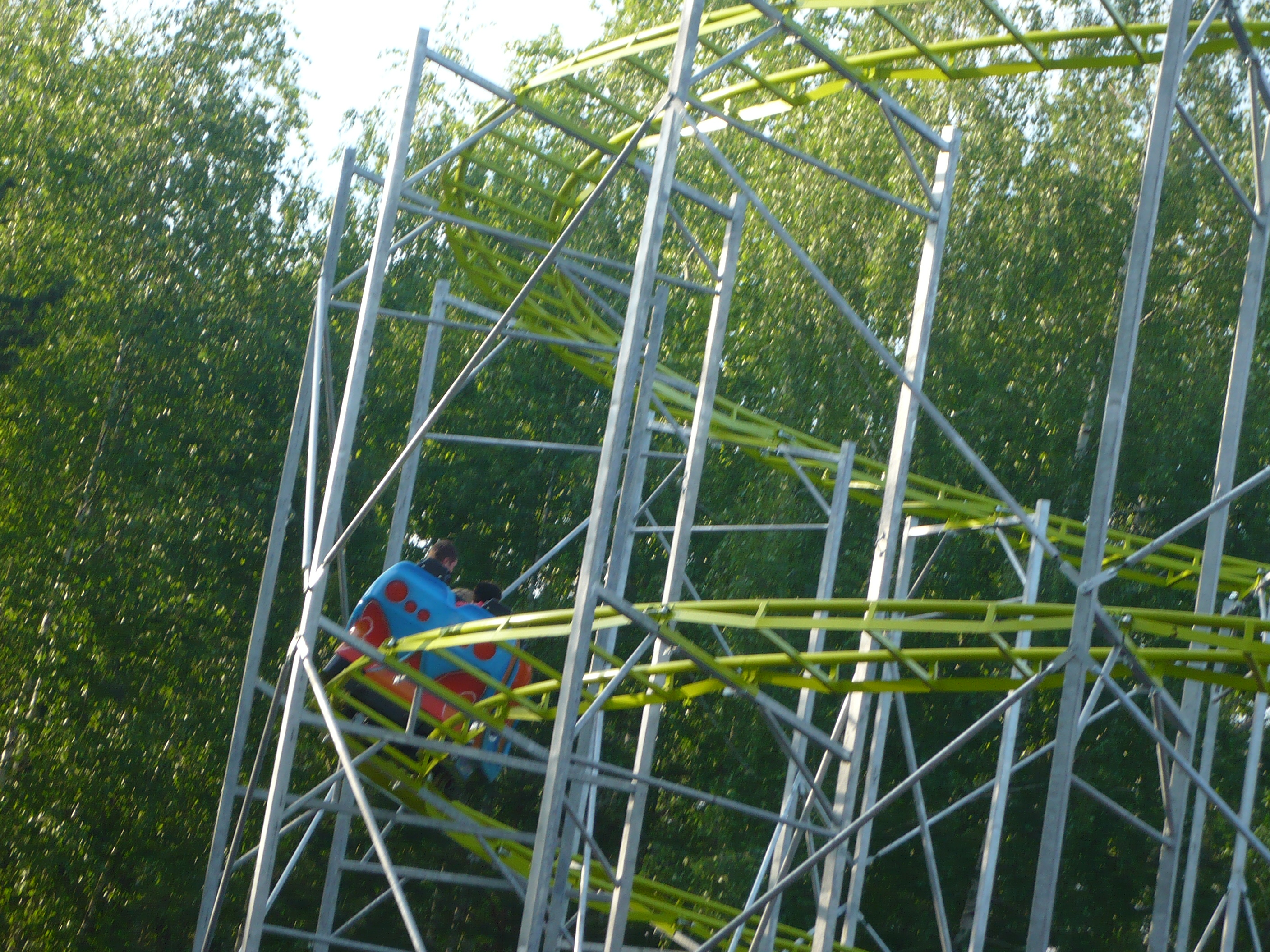
Нижний Новгород. В Сормовском парке

- Сормовский парк культуры и отдыха (заложен в 1933 году, открыт в 1935 году, архитекторы Е. В. Шервинский, Л. С. Залесская). Парк был создан на месте Дарьинского леса. Площадь парка 91,5 га (по другим данным 146 га). На территории парка — открытая площадка для проведения культурно-массовых мероприятий, открытая площадка для летних дискотек, пруд с лебедями и утками, стадион «Труд», два действующих фонтана, работают многочисленные рестораны и кафе, аттракционы, детский городок, на Сормовском (Парковом) озере устроен незаконный платный пляж на месте бесплатного. Насаждения — реликтовые сосны (бывший Дарьинский бор), дубовая роща, липовая, вязовая и берёзовая аллеи, лиственница, белая акация — Юбилейный бульвар.
- Светлоярский парк. Зона отдыха вокруг Светлоярского озера возникла в 1971 году, к 750-летию Нижнего Новгорода. В парке работают несколько кафе, пляж. — ул. Светлоярская.
- Сквер имени Героя Советского Союза В. Г. Рязанова — ул. Шимборского, набережная реки Параши[16].
- Сквер имени Ленинского Комсомола — ул. Планетная.
- Сквер «Дружба» — ул. Исполкома.
- Пляж Лунского озера — за ул. Лунской.
- Пляж озера Пестичное — ул. Дубравная, 11 линия.
- Лесопарковая зона ООПТ «Копосовская дубрава» и Копосовские луга — за ул. КИМа. Государственный памятник природы представляет массив естественного широколиственного леса у п. Копосово в Сормовском районе.
- Участок леса Балахнинского лесхоза на территории Нижнего Новгорода — за ул. Дубравной.

### Театры, дворцы культуры и досуговые центры

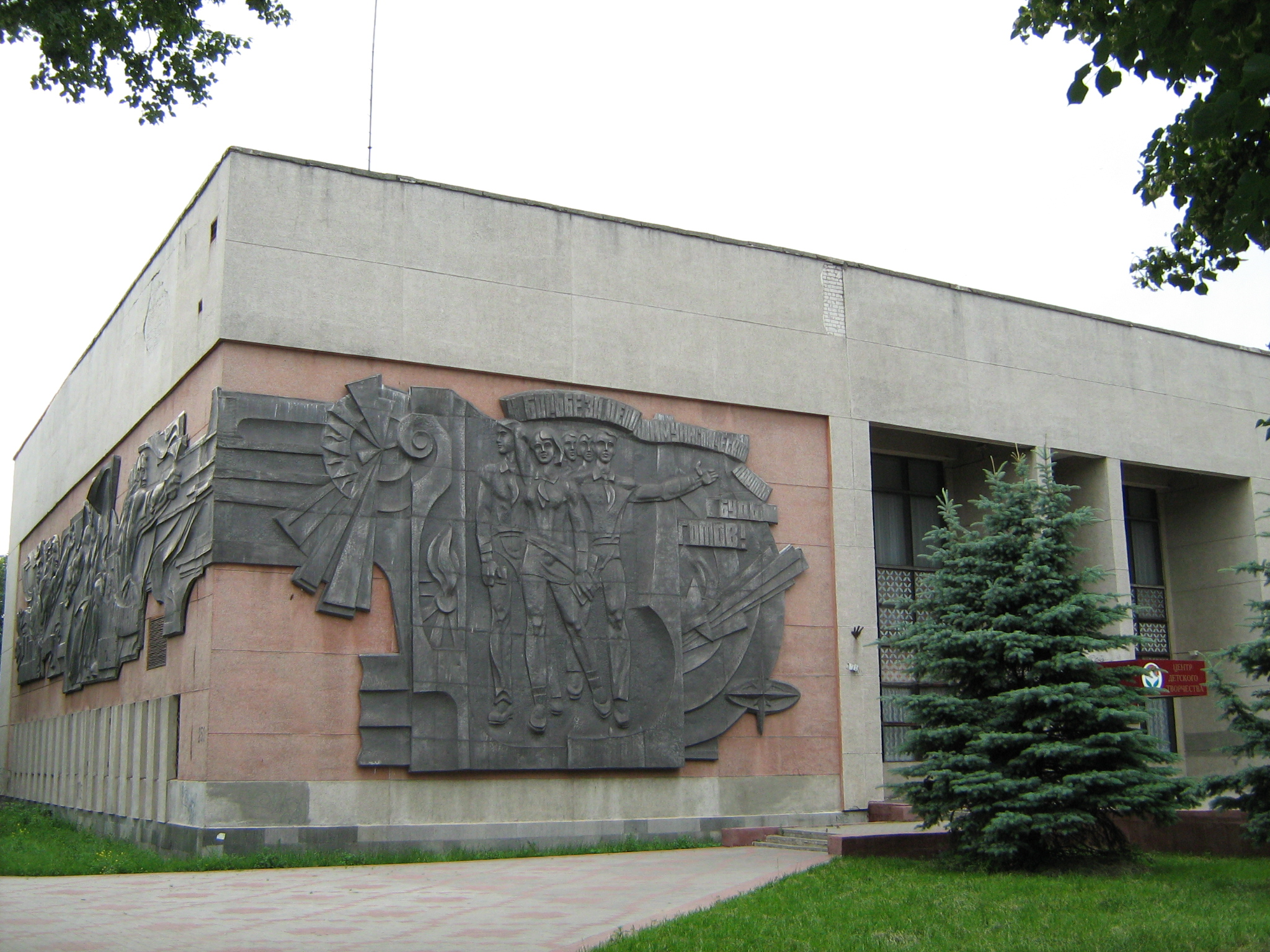
Нижний Новгород. Сормово. Дворец детского и юношеского творчества Сормовского района

- Нижегородский Камерный музыкальный театр им. В. Т. Степанова — Юбилейный бульвар, 32.
- Дворец культуры «Сормовский» — Юбилейный бульвар, 32.
- Общественно-досуговый центр «Надежда» пос. Копосово — ул. Котова, 2.
- Дворец детского и юношеского творчества Сормовского района — ул. Коминтерна, 250.
- Театр кукол «Мабу» — ул. Федосеенко, 87.

### Кинотеатры

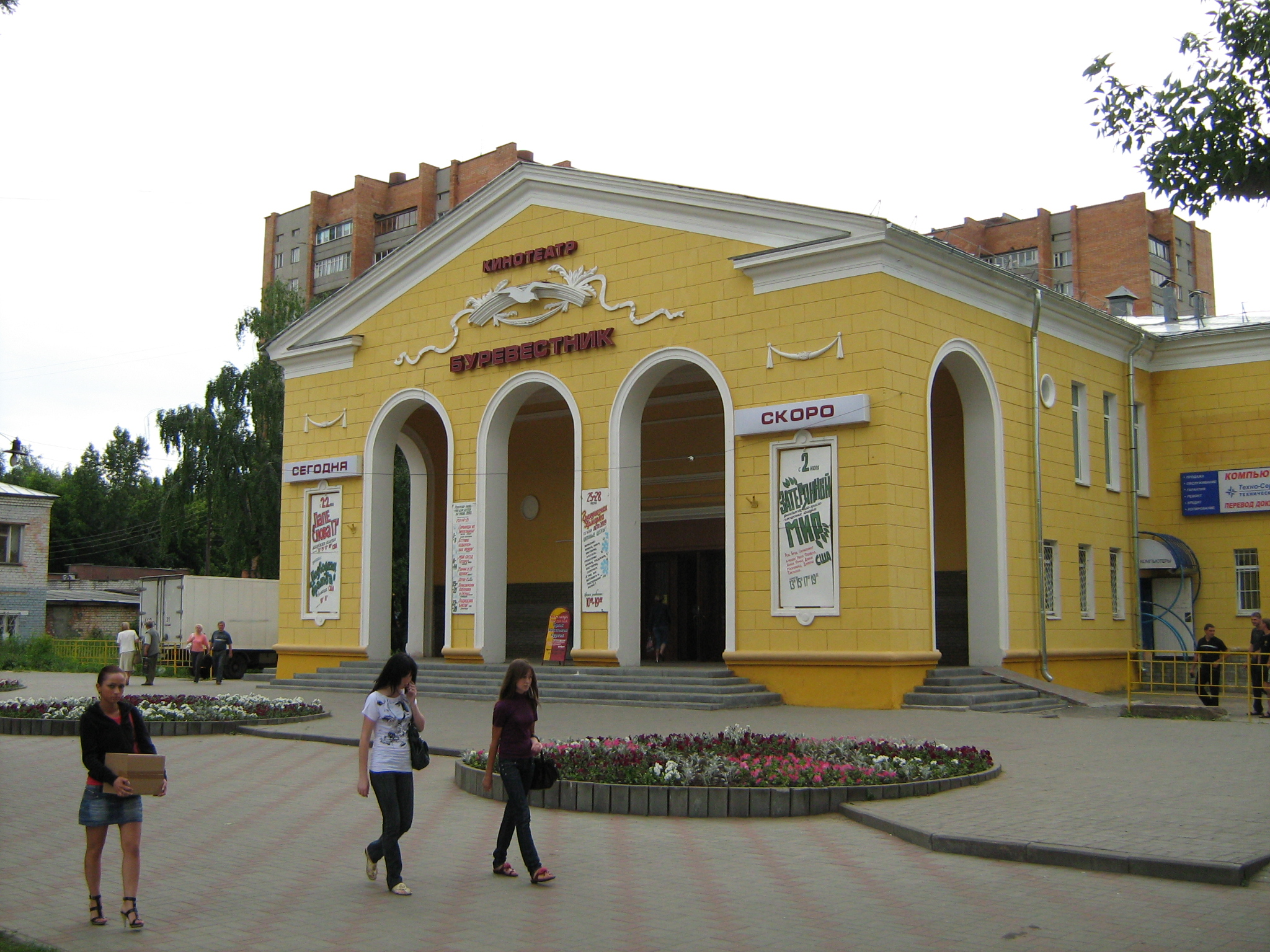
Кинотеатр «Буревестник»

- «Империя грёз. Сормовский» — ул. Коминтерна, 105.
- «Буревестник» — ул. Коминтерна, 244.

### Музеи
- Музей истории ОАО «Завод „Красное Сормово“» — ул. Баррикад, 1.
- Музей деревянной скульптуры А. И. Новикова — ул. Ногина, 5.
- Музей имени Н. А. Зайцева — конструктора судов на подводных крыльях — ул. Зайцева, 7.

### Библиотеки
Централизованная библиотечная система Сормовского района г. Нижнего Новгорода.

### Спортивные сооружения
- Стадион «Труд» — крупнейший в Нижнем Новгороде стадион с искусственным льдом (реконструирован в 2002 году). Наряду со стадионом «Старт» в Московском районе Нижнего Новгорода, «Труд» является домашней ареной нижегородской команды «Старт» по хоккею с мячом — Юбилейный бульвар, 30 (остров Сормовского озера).
- Оздоровительный комплекс «Сормович» — Юбилейный бульвар.
- Спортивный клуб «Gold’s Fitness» — ул. Коминтерна, 105.
- Лыжная база «Олень» — пос. Дубравный, 19.
- Лыжная база «Снежинка» — пос. Дубравный, 20.
- Лыжная база «Сормович» — пос. Дубравный, 21.

3 мая 2012 года на совещании в администрации города Нижнего Новгорода принято решение о строительстве нового физкультурно-оздоровительного комплекса на территории Сормовского района и окончательно выбрано место под строительство. ФОК будет возведён на пересечении проспекта Кораблестроителей и улицы Зайцева.

## Храмы, памятники истории и архитектуры

### Конфессиональные сооружения
Православные храмы
- Спасо-Преображенский собор (1904—1905 гг., архитектор П. П. Малиновский) — ул. Щербакова, 15-А. Ансамбль собора включает в себя также дом причта и крестильню. Памятник архитектуры регионального значения.
- Церковь Александра Невского (1887 год, архитектор П. П. Малиновский) — ул. Баррикад, 3. Находится рядом со зданием конторы Сормовских заводов, в советское время в ней располагалась столовая завода «Красное Сормово». Построена в византийском стиле, купол колокольни (до наших дней не сохранилась, восстановлена лишь в конце 2010-х гг.) поднимался в высоту на 43 метра. Памятник архитектуры регионального значения.
- Сергиевская (Троицкая) церковь в Копосове (1803, 1877 гг.) — ул. КИМа, 77. Памятник архитектуры регионального значения.
- Храм Всех Святых (1998 г.) — ул. Коновалова, 26а, у въезда на Ново-Сормовское кладбище.
- Церковь Владимирской иконы Божией Матери (2003 г.) — ул. Планетная, 25б.
- Древлеправославный (беглопоповский) храм святителя Николы РПСЦ (строящийся) — ул. Новые Пески.

Культовые сооружения иных конфессий
- Дом молитвы христиан-адвентистов седьмого дня — пер. Автогенный, 9.

### Памятники истории, гражданской, промышленной и ландшафтной архитектуры, инженерного искусства

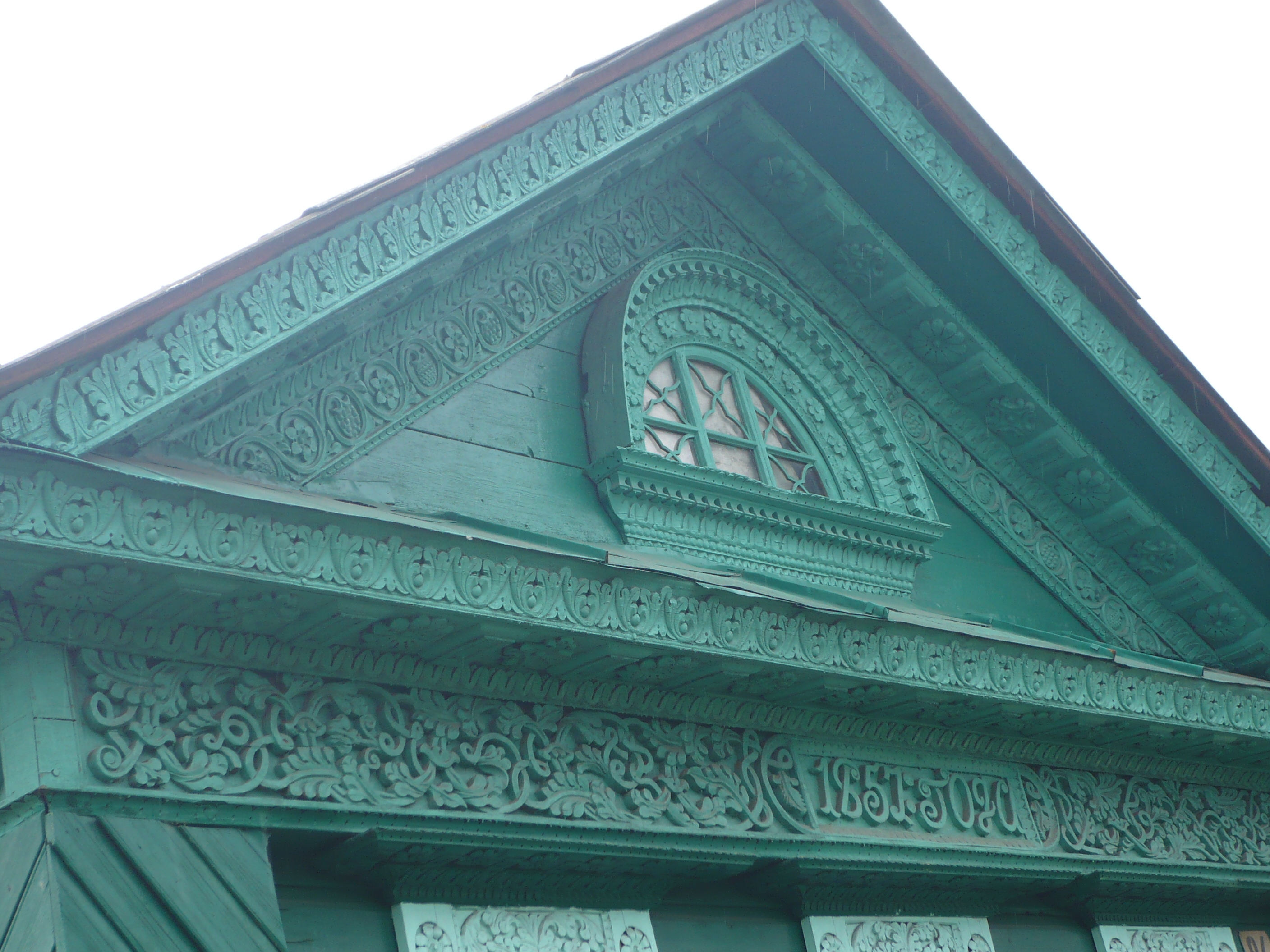
Нижний Новгород. Жилой дом (1857 г.) по ул. КИМа, 94. Резьба

- Жилой дом (1857 г.) — ул. КИМа, 94 (Памятник градостроительства и архитектуры федерального значения, документ о принятии на госохрану № 176).
- Жилой дом (1860-е гг.) — ул. Свободы, 127. (Памятник градостроительства и архитектуры федерального значения, документ о принятии на госохрану № 176).
- Жилой дом (1877 г.) — ул. Свободы, 129. (Памятник градостроительства и архитектуры федерального значения, документ о принятии на госохрану № 176).
- Бывший клуб служащих Сормовского завода (1904—1905 гг., архитектор П. П. Малиновский) — ул. Коминтерна, 166.
- Жилой дом служащих Сормовского завода (1901—1903 гг., архитектор П. П. Малиновский) — ул. Ефремова, 1.
- Контора Сормовских заводов (1905 г.) — ул. Баррикад, 1.

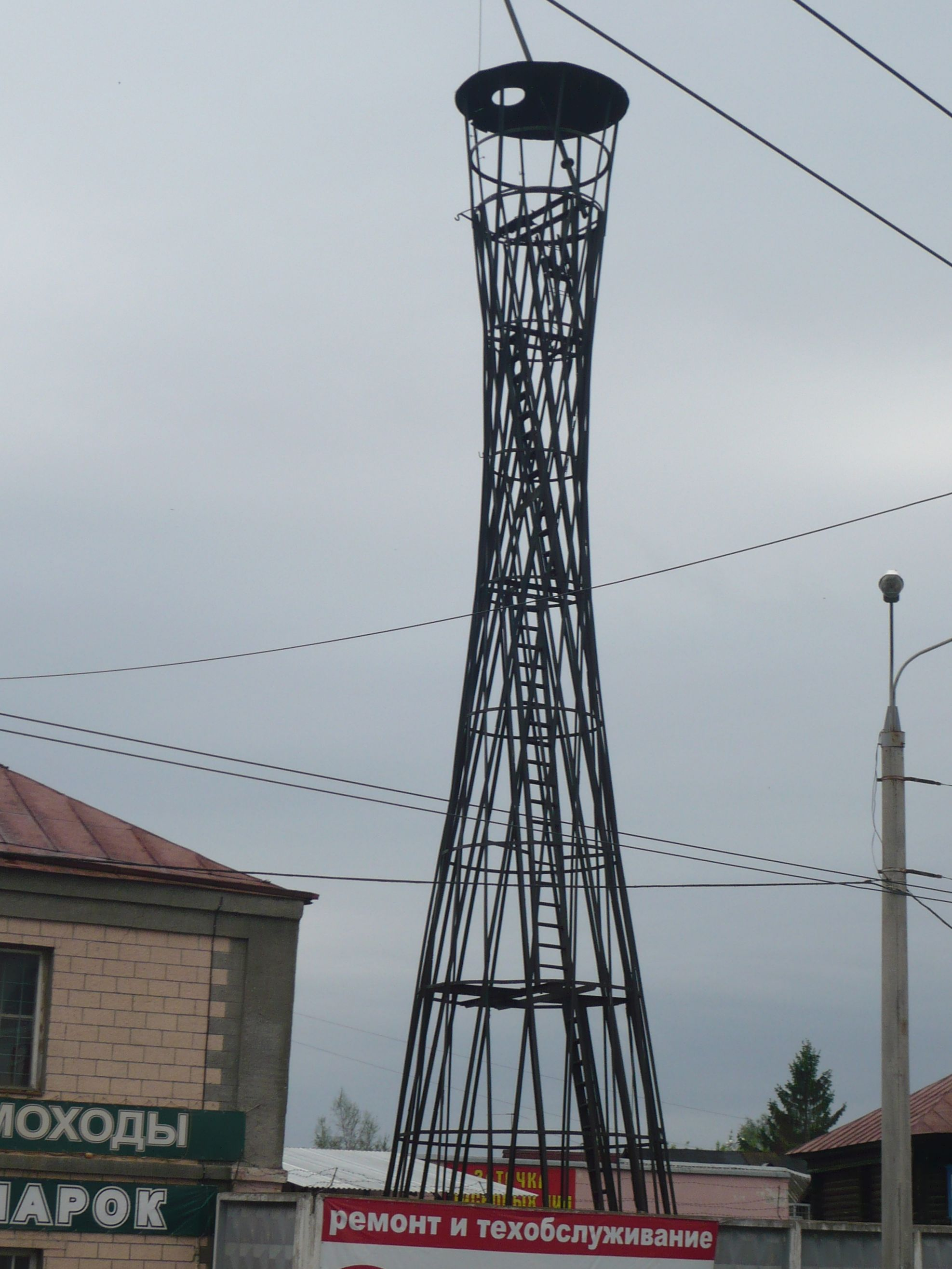
Нижний Новгород. Гиперболоидная башня инженера В. Г. Шухова в Копосове. Конец XIX в.

- Гиперболоидная башня инженера В. Г. Шухова в Ко́посове. Конец XIX в. — ул. КИМа, 86.
- Комплекс зданий завода «Красное Сормово» (1892—1916 гг.): здание заводоуправления (1905 год), здание прокатного цеха (1892 год), здание электрической подстанции (1916 год), здание колёсопрокатного цеха (1907 год), здание котельной (1897 год), здание паровозостроительного цеха (1898 год), здание пожарной части (начало XX века)- ул. Баррикад, 1.
- Здание бывшей церковно-приходской школы имени императора Александра III для детей рабочих, ставшее в 1905-м году центром вооружённого восстания сормовских рабочих («Школа баррикад»). (1904 г., архитектор П. П. Малиновский). — ул. Коминтерна, 175.
- Доходный дом (начало 20 в.) — ул. Заводской парк, 2.

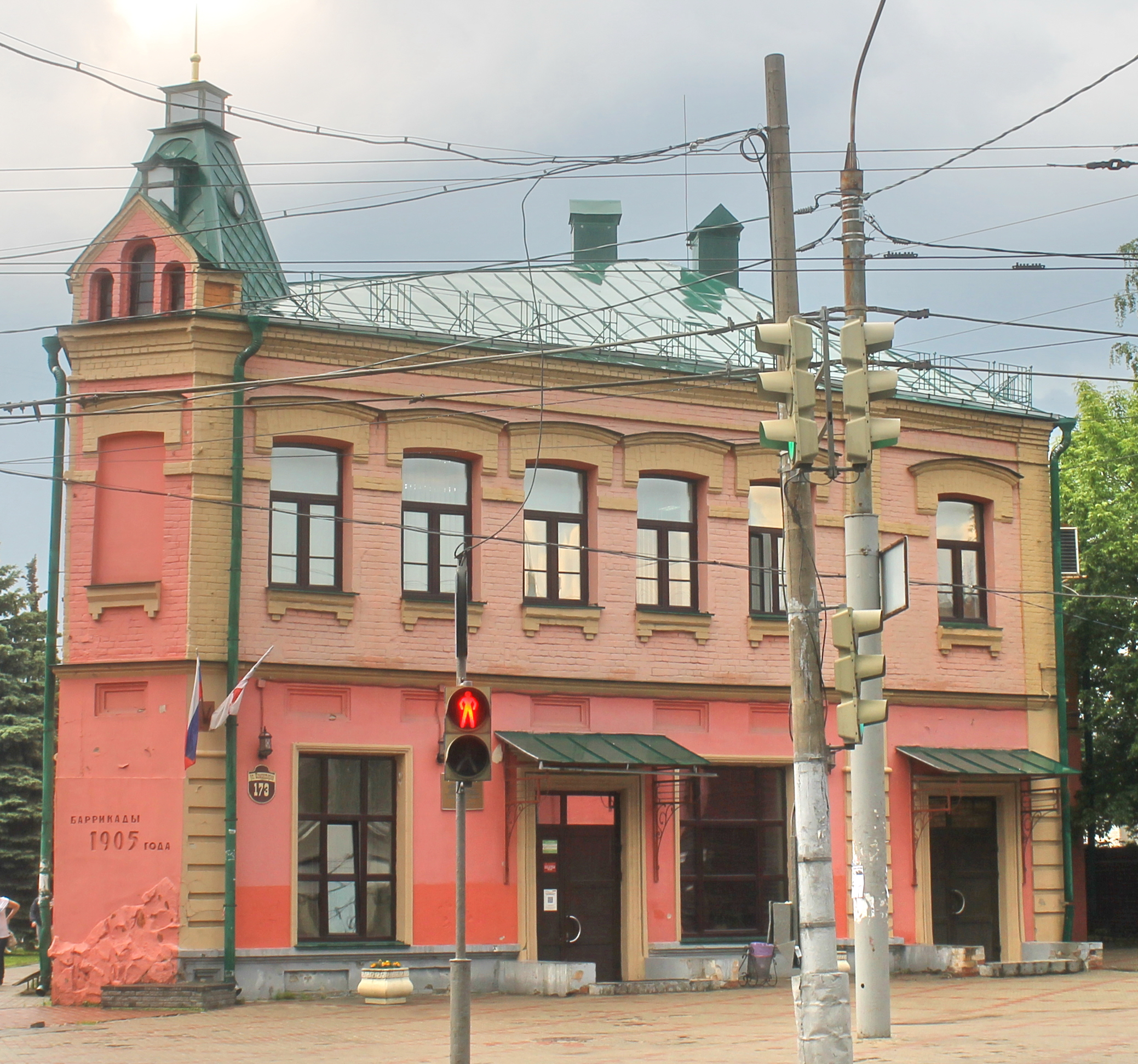
Нижний Новгород. Сормово. Доходный дом (1860 г.). Ныне — музыкальная школа № 11 им. Бориса Мокроусова

- Доходный дом (1860 г.), ныне в здании располагается музыкальная школа № 11 им. Б. А. Мокроусова — ул. Коминтерна, 173.
- Жилые многоквартирные дома (архитектор С. М. Иванов, 1927 г.) — ул. Коминтерна, 179 и 181.
- Бывшая гостиница «Сормовская» (1934 г.), ныне универмаг «Сормовские Зори» (ул. Коминтерна, 117).
- Жилой дом стахановцев завода «Красное Сормово» (1937—1938 гг., архитектор И. Ф. Нейман). Яркий образец сталинского ампира. — ул. Коминтерна, 168.
- Сормовский парк культуры и отдыха (заложен в 1933 году, открыт в 1935 году, архитекторы Е. В. Шервинский, Л. С. Залесская) — Юбилейный бульвар.
- Дом Дмитрия Павлова — рабочего Сормовского завода, инициатора первомайской демонстрации 1902 года в Сормове, участника трёх революций (построен в 1902 г.) — ул. Фурманова, 2.

### Объекты, представляющие исторический и архитектурный интерес, не включённые в федеральный и региональный перечни охраняемых объектов
- Сормовский дворец культуры (1930 г., архитекторы Э. М. Мичурин и А. Н. Полтанов) — Юбилейный бульвар, 32.
- Жилой дом в стиле сталинского ампира, так называемый «Дом с ананасами» (1954 г.) — ул. Ефремова, 2.
- Дом сормовского рабочего-модельщика Владимира Семёновича Капранова (конец XIX в.) — ул. Баррикад, 24.
- Доходный дом торговца Аникина Александра Антоновича (1912 г.) — ул. Коминтерна, 169.
- Жилой дом (конец XIX в.) — ул. Станционная, 64.
- Каменный жилой дом, ныне — воскресная школа Спасо-Преображенского собора (конец XIX в.) — ул. Щербакова, 10а.
- Главное здание Сормовского противотуберкулёзного диспансера (1930-е годы) — ул. Исполкома, 49.
- Дом-коммуна (1935 г.). Здание построено по оригинальному архитектурному проекту: с фасада здание имеет 4 этажа, а со стороны двора — 6 этажей — ул. Энгельса, 5.
- Жилой дом работников завода им. 26 бакинских комиссаров (1920-е годы) — ул. Коминтерна, 47.

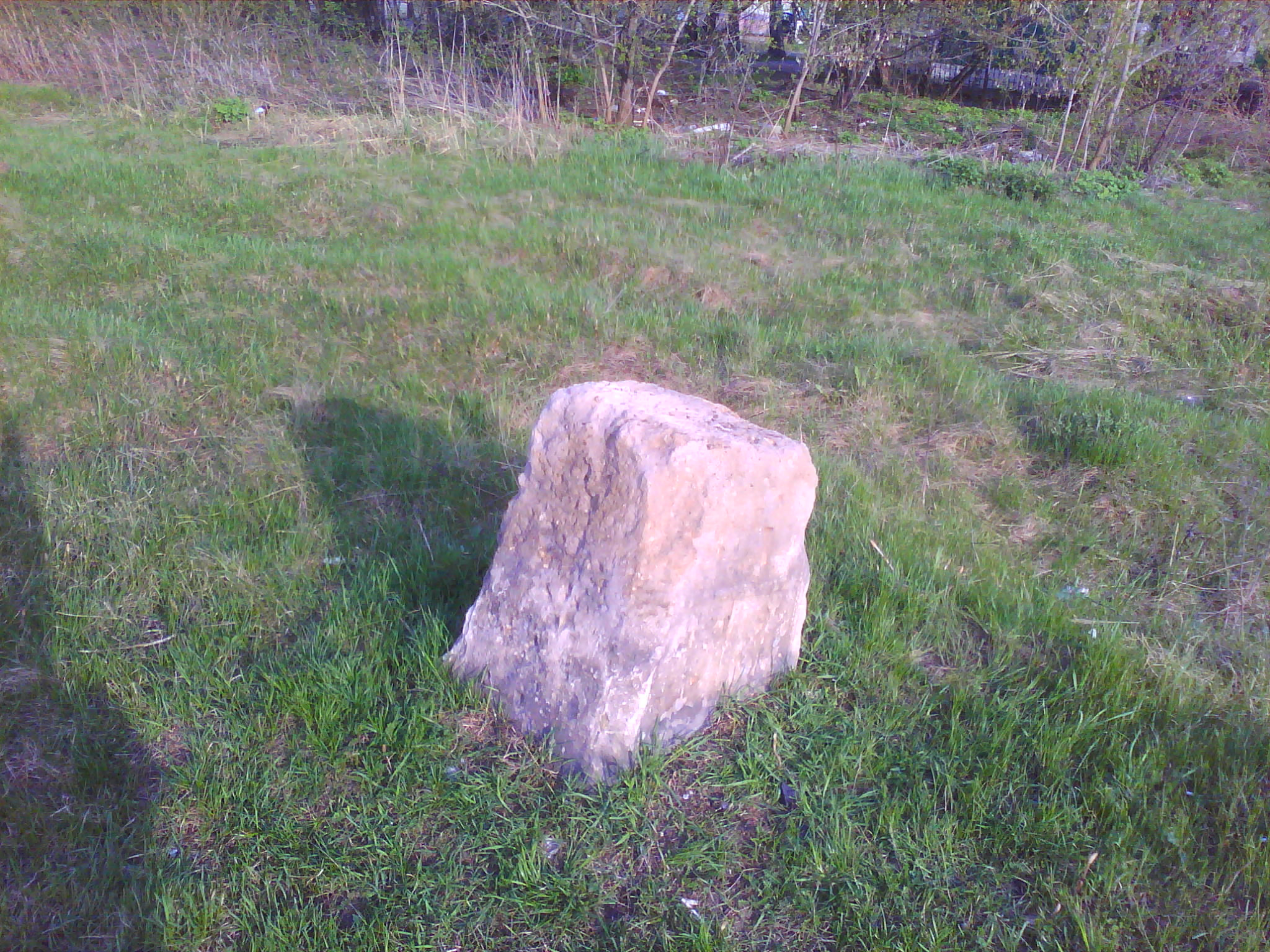
Нижний Новгород, Копосово, Старое кладбище

- Школа (1920-е гг.) — ул. Культуры, 91.
- Родильного дом № 6 (начало 1950-х годов, архитектор Д. П. Сильванов) — ул. Сутырина, 19.
- Территория старого кладбища села Ко́посова с частично сохранившимися надгробиями 19 века — ул. Новые Полянки.
- Несколько сохранившихся надгробий конца XIX — начала XX века на Старо-Сормовском (Кооперативном) кладбище (некоторые памятники были перенесены со старых могил на вновь появившиеся в 1940—1950 годы) — Кооперативное (Старосормовское) кладбище, ул. Торфяная.

### Мемориалы, памятники известным людям и памятные знаки

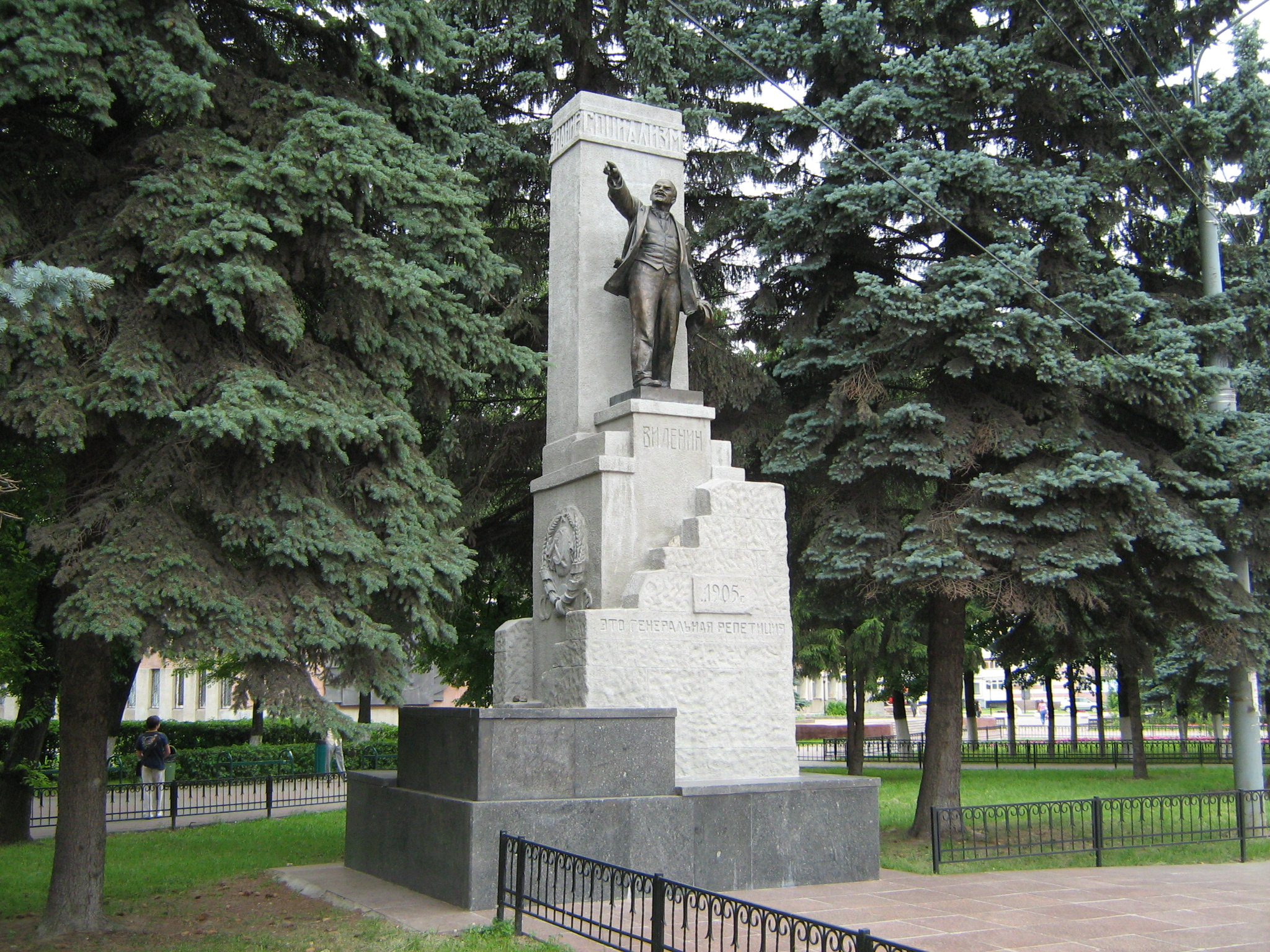
Памятник Ленину, ул. Коминтерна

- Памятник В. И. Ленину на улице Коминтерна (1927 год), скульптор В. В. Козлов, архитектор А. А. Яковлев. Памятник является авторской копией скульптуры В. И. Ленина перед Смольным дворцом Санкт-Петербурга. Установлен к 10-летию Советской власти на средства сормовичей. Памятник искусства федерального значения. (Документы о принятии на госохрану № 1327, № 176).

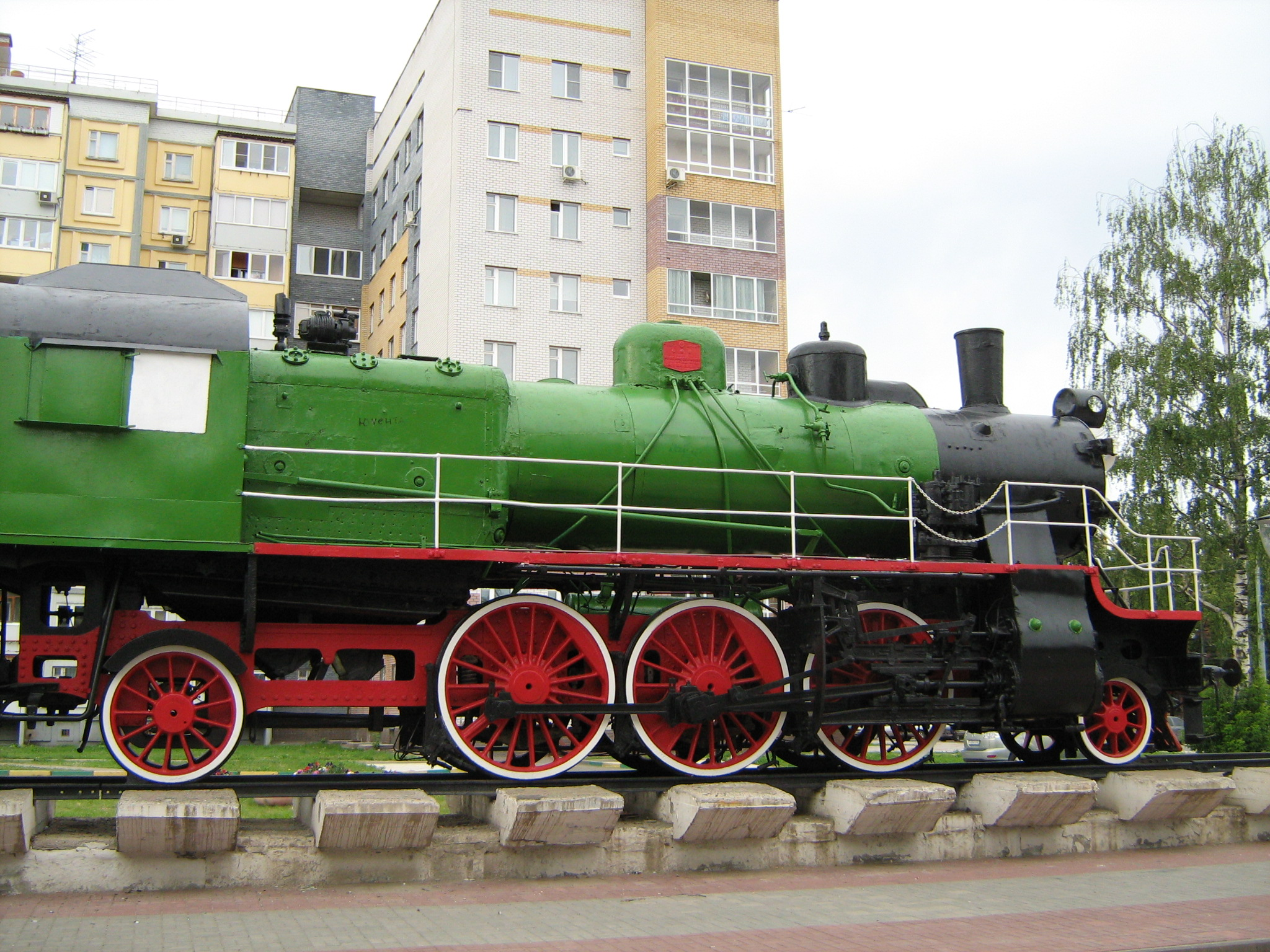
Мемориал «Паровоз СУ-251-32»

- Горельеф «Школа баррикад» (1977), установленный на углу здания бывшей церковно-приходской школы в память о вооружённом восстании сормовского пролетариата 12—14 декабря 1905 года — ул. Коминтерна, 175.
- Памятник «Паровоз СУ-251-32». В течение многих лет такие паровозы выпускал Сормовский завод. Установлен 19 апреля 1980 г. в честь 110-летия со дня рождения Ленина — ул. Коминтерна, у дома № 250.
- Памятник «Судно на подводных крыльях „Метеор-1“» — пл. БуревестникаБюст В. П. Чкалову в Высокове.

Бюст В. П. Чкалову в Высокове

- Памятник конструктору судов на подводных крыльях Ростиславу Алексееву. (2009 г., скульптор — Т. Г. Холуева, архитектор А. Хвиль) — пл. Алексеева (начало Юбилейного бульвара).
- Бюст лётчику В. П. Чкалову, 1994 г.,скульптор П. И. Гусев, архитектор Ю. Улитин. Памятник установлен в посёлке Высокове Сормовского района, где В. П. Чкалов неоднократно бывал в гостях у близких родственников — ул. Ужгородская.

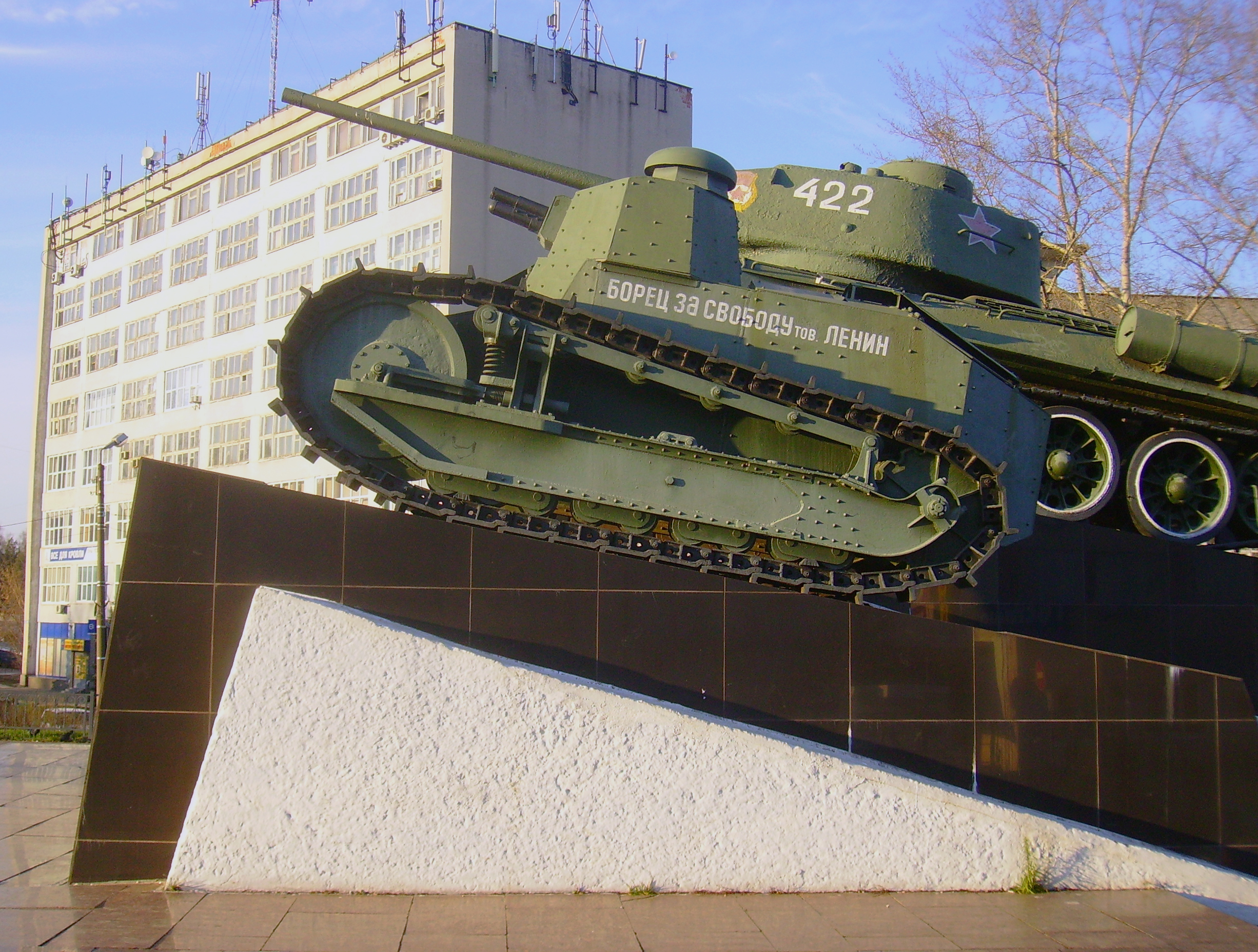
Сормово. Мемориал на площади Славы

- Мемориальная композиция из двух танков, выпущенных на заводе «Красное Сормово» — первого советского 1920 года «Борец за свободу Товарищ Ленин» и знаменитого Т-34-85 периода Великой Отечественной войны (9 мая 1980 года) и Вечный огонь (9 мая 2020 года) — площадь Славы.
- Бюст Героя Советского Союза П. А. Семенова (1985 г.) — ул. Свирская, 20.
- Стела «Славной памяти революционеров-сормовичей», установленная на месте проходивших в начале 20 века нелегальных собраний сормовских рабочих (1970, автор А. Елизаров) — Сормовский парк, набережная Сормовского озера.
- Стела «Детям — жертвам Великой Отечественной войны» (1961) — ул. Машинная, 37, территория Школы-интерната № 4.
- Памятник ветеранам Великой Отечественной войны (1995) — Ново-Сормовское кладбище, 7 микрорайон Сормова.
- Стела «Бойцам фронта и труженикам тыла 1941—1945 гг.» (1977) — проспект Кораблестроителей.
- Памятный знак в честь дважды Героя Советского Союза В. Г. Рязанова — сквер имени Василия Рязанова, ул. Шимборского.
- Памятник «Скорбящая мать» памяти павших в годы Великой Отечественной войны (1995) — ул. Меднолитейная, на территории школы № 116.
- Памятный знак трудовой славы завода «Красное Сормово» — ул. Баррикад.
- Памятный знак «Бойцам фронта и тыла» (макет миномётной установки «Катюша» и стела) — ул. Федосеенко, у главной проходной завода «Электромаш».
- Обелиск в честь участников Великой Отечественной войны — ул. Зайцева, 35.
- Бюст Героя России капитана О. А. Тибекина (2002 год) — ул. Федосеенко, 127, территория воинской части.
- Бюст Героя России полковника А. И. Васильева (2002 год) — ул. Федосеенко, 127, территория воинской части.
- Мемориал «БМП — Боевая машина пехоты» — ул. Федосеенко, 127.
- Памятный знак «Пятак» (2005). Скульптура в виде монеты конца XIX века достоинством в пять копеек вмонтирована в брусчатку площади в центре Сормова (перед домом № 166 по улице Коминтерна). Эту площадь сормовичи издавна в обиходе называют «Пятаком».
- Мемориал «Танк Т-34, построенный на заводе „Красное Сормово“, участвовавший в сражениях Великой Отечественной войны» (2015) — проспект Кораблестроителей.
- Скульптура «Школьный портфель» (2017) — Юбилейный бульвар (Школьный сквер).

### Братские могилы
- Братская могила руководителей Сормовского завода, погибших в авиакатастрофе 7 сентября 1945 года — Кооперативное (Старосормовское) кладбище, ул. Торфяная.
- Братская могила 52 советских воинов — защитников Родины в годы Великой Отечественной войны, умерших в госпиталях г. Горького — Кладбище «Копосово-Высоково», ул. Ясная.
- Братская могила защитников Родины в годы Великой Отечественной войны 1941—1945 гг., умерших в госпиталях г. Горького — Кооперативное (Старосормовское) кладбище, ул. Торфяная.